# Polyrhachis cephalotes
Polyrhachis cephalotes är en myrart som beskrevs av Carlo Emery 1893. Polyrhachis cephalotes ingår i släktet Polyrhachis och familjen myror. Inga underarter finns listade i Catalogue of Life.